# Ga Hongje
Ga Hongje (Tiếng Hàn: 홍제역, Hanja: 弘濟驛) là ga tàu điện ngầm của Tàu điện ngầm vùng thủ đô Seoul tuyến 3 ở Hongje-dong, Seodaemun-gu, Seoul. Tên ga phụ là Đại học Văn hóa Nghệ thuật Seoul và Đại học Văn hóa Nghệ thuật Seoul nằm gần đó

## Lịch sử
- 13 tháng 9 năm 1983: Tên ga được quyết định là Ga Hongeun[2]

- 1 tháng 4 năm 1985: Đổi tên ga thành Ga Hongje[3]

- 12 tháng 7 năm 1985: Việc kinh doanh bắt đầu với việc khai trương đoạn Gupabal ~ Dongnimmun của Tàu điện ngầm Seoul tuyến 3
- 1 tháng 8 năm 2016: Tên ga đổi thành Ga Hongje (Đại học Văn hóa Nghệ thuật Seoul) (sử dụng tạm thời)

## Bố trí ga
| Nokbeon ↑  |
| S/B N/B \| |
| ↓ Muakjae  |

| Hướng Bắc | ● Tuyến 3 | ← Hướng đi Bulgwang · Yeonsinnae · Gupabal · Jichuk · Daehwa |
| Hướng Nam | ● Tuyến 3 | → Hướng đi Gyeongbokgung · Chungmuro · Dogok · Ogeum →       |

## Xung quanh nhà ga
Đại học Sangmyung và Trung tâm mua sắm Eugene nằm gần đó và khu vực xung quanh Lối ra 3 cũng đóng vai trò là trung tâm trung chuyển cho xe buýt làng đi vào Yeonhui-dong, Hongeun-dong và Hongje-dong.
- Trường tiểu học Seoul Goeun
- Trường tiểu học Seoul Hongje
- Khách sạn Grand Hilton Seoul
- Khách sạn Grand Hilton Trung tâm Hội nghị Seoul
- Đại học Văn hóa và Nghệ thuật Kỹ thuật số Seoul
- Munhwachon APT
- Byeoksan APT
- Hướng Văn phòng Seodaemun-gu
- Thư viện Seodaemun
- Văn phòng thuế Seodaemun
- Trung tâm phúc lợi người cao tuổi miền Tây
- Cao đẳng Điều dưỡng Nữ Seoul
- Seoul Mansion Guesthouse
- Ngân hàng Công nghiệp IBK Chi nhánh Hongje-dong
- Ngân hàng Shinhan Chi nhánh Hongje-dong
- Chợ Inwang
- Trường trung học cơ sở Inwang
- Trường tiểu học Seoul Inwang
- Chi nhánh KT Hongje
- Poonglim Ione APT
- Hongjewon Hyundai APT
- Trung tâm phúc lợi hành chính Hongje 1-dong
- Trung tâm An toàn Công cộng Hongje
- Bưu điện Hongje-dong
- Hongje-dong Hanshin Huplus APT
- Ngã ba Hongje
- Trường trung học cơ sở Shinyeon
- Eugene APT
- Poonglim 2 APT
- Bukhansan THE SHARP
- Trường tiểu học Seoul Hongje
- Văn phòng thuế Seodaemun
- Hongjewon Hyundai APT
- Bưu điện Seoul Hongje-dong
- Hongje Mansion Guesthouse
- Chợ Hongje